# Hans Lindström (litteraturforskare)
Hans Valdemar Lindström, född 18 april 1918 i Arvidsjaurs församling i Norrbottens län, död 8 januari 2009 i Gamla Uppsala församling, var en svensk litteraturforskare och universitetslärare.
Hans Lindström var son till distriktslantmätaren Seth Lindström och Elin, ogift Hultgren. Han blev filosofie doktor i Uppsala 1952 och docent i litteraturhistoria med poetik i Uppsala samma år. 1955 blev han universitetslektor. Han var författare till Att samla Strindberg (1949), Hjärnornas kamp (doktorsavhandling 1952), Svensk 1900-talslitteratur (tillsammans med G Hasselberg 1955), Västerlandets litteraturhistoria (som medarbetare 1964), Litteraturhistoria (1965), Finlandssvensk nittonhundratalslitteratur (1965), Epoker och diktare (som medarbetare 1972), Strindberg och böckerna (1977) och Strindberg och böckerna 2 (1990).
Han var från 1944 till sin död gift med Gun Zettervall.